# Els Amics de les Arts
Els Amics de les Arts (katalanska för 'Konstvännerna') är en katalansk (spansk) musikgrupp grundad 2005 i Barcelona. Man har givit ut ett halvdussin studioalbum med folkpop till ofta ironiska texter och har två gånger belönats med branschtidningen Enderrocks pris som Årets artist. Gruppen grundades som en kvartett och har sedan 2018 verkat som trio med kompletterande turnémusiker.

## Karriär

### Tidiga år
Els Amics de les Arts grundades 2005 av fyra studiekamrater i Barcelona, där Eduard Costa (från Banyoles, född 1977) doktorerade i miljövetenskap. Både Ferran Piqué (från Reus, född 1981) och Joan Enric Barceló (från Vidreres, född 1982) läste scenkonst, den senare vid sidan av sina studier i engelsk litteratur. Den yngste i kvartetten, Dani Alegret (från Barcelona, född 1983), kombinerade studierna i filosofi med en högskoleexamen i komposition och arrangemang.
Gruppen inledde sin karriär med att 2005 på egen hand producera demoinspelningen Catalonautes ('Katalonauter'), vilken de därefter skickade till talangtävlingen Sona 9. De nådde ända fram till finalen och belönades dessutom med publikpriset. Man fortsatte spela ihop, trots att tre av medlemmarna nu var utbytesstudenter och befann sig i USA, Italien respektive Storbritannien. Året därpå lyckades de trots allt producera EP:n Roulotte polar, som de runt juletid distribuerade för nedladdning via Internet.
2008 kom gruppens första riktiga studioalbum, med titeln Castafiore Cabaret. 8 000 exemplar av albumet distribuerades med julinumret av branschtidningen Enderrock (nummer 153), som samtidigt ägnade gruppen ett stort upplagt reportage. Därefter genomfördes en konsertturné som tog dem runt i Katalonien och till Mallorca.
Samtidigt började de fyra självproducera kortfilmer, inklusive de tidiga musikvideorna till "Déjà-vu" och "A vegades".

### Genombrottet
2009 hade gruppen valt att satsa på musiken på allvar och beslöt att spela in nästa studioalbum i en riktig studio. Bed & Breakfast, som gavs ut på det katalanska skivbolaget Discmedi, kom att bli leda till ett stort genombrott 74 veckor på topplistorna och guldskiva som resultat (med över 30 000 försålda exemplar). De hyrde in fem extramusiker till den minst 115 spelningar långa turnén, som avslutades med en dubbel konsert i Barcelonas Palau de la Música Catalana. Under turnén besöktes både Madrid och Valencia, och man genomförde även en mindre turné i Tyskland.
2009 och 2010 var gruppen mycket aktiv både på scenen och vid mixerborden, med återutgivningar av tidiga låtar, en nyutgåva av Bed & Breakfast och olika samarbetsprojekt. Bland annat deltog man i en katalansk hyllningsproduktion till The Beatles. Els Amics de les Arts var i början av 2011 aktiv med en uppmärksammad reklamkampanj (tillsammans med ölmärket Estrella Damm) för FC Barcelona.

### Tredje och fjärde albumet
2012 återvände gruppen till studion i samband med inspelningen av albumet Espècies per catalogar ('Arter att katalogisera'), som i samband med utgivningen kom att toppa den spanska försäljningslistan hos Itunes. På Spaniens officiella topplista låg man samtidigt på fjärde plats, alltmedan låtarna "Monsieur Cousteau" och "Louisiana o els camps de cotó" vann priser på branschtidningen Enderrocks stora prisgala. Musiken på albumet blandade folkpop med en något mer elektronisk instrumentering. 
Våren 2013 fick man i uppdrag att skriva och producera den officiella låten – "La ciutat entre dos blaus" ('Staden mellan två blå') – till de kommande världsmästerskapen i simsport i Barcelona.
I början av 2014 kom gruppens fjärde studioalbum, betitlad Només d'entrar hi ha sempre el dinosaure ('Bara man kommer in ser man dinosaurien'). Från den guldplattebelönade skivan, som nådde andraplatsen på spanska topplistan, valdes "Ja no ens passa" ('Det händer inte oss längre') och "Preferiria no fer-ho" ('Jag skulle föredra att slippa göra det') ut som singlar. Den efterföljande turnén tog gruppen till olika delar av Spanien samt till både Storbritannien och Irland.
Efter turnén förberedde man gruppens tioårsfirande med livealbumet 10 anys (2015, Pistatxo Records). I samband med en konsert med storband fick man motta sin första platinaskiva för Bed & Breakfast, som så dags sålt i 45 000 exemplar.

### Kvartetten som sprängdes
I februari 2017 släpptes album Un estrany poder ('En märklig kraft'). För produktionen denna gång stod skotten Tony Doogan, känd som producent för Belle and Sebastian, Mogwai och David Byrne. De mest framgångsrika singellåtarna från plattan blev "El seu gran hit" ('Hans största hit'), "Les coses" ('Sakerna') och "30 dies sense cap accident" ('30 dagar helt utan missöde'). Gruppen valdes därefter till Årets grupp på branschtidningen Enderrocks stora prisgala; man hade redan fem år tidigare vunnit motsvarande publikpris.
På senhösten 2018 valde Eduard Costa att lämna gruppen och starta en solokarriär under artistnamnet L'Últim Indi. Det självbetitlade debutalbumet från 2019 präglas av introspektiv etno och vispop helt utan ironiska inslag, och i samma stil kom 2021 uppföljaren Arrapat a tu. Els Amics de les Arts valde därefter att fortsätta som en trio.

### Trio under pandemi
Hösten 2019 presenterade man singeln "El meu cos" ('Min kropp'), som försmak på det kommande albumet El senyal que esperaves ('Signalen som du väntade på').  Låten och videon var en självironisk blinkning åt popindustrins ytlighet, i samma stil som de katalanska kollegorna Manels "Boy Band" året innan. Därpå släpptes gruppens "fejkdokumentär" El documental, där de tre gruppmedlemmarna iklädde sig rollerna som skådespelare i en "reklamfilm" för en musiklansering.
En video för titellåten "El senyal que esperaves" kom i mars 2020, varefter hela musikindustrin och Spanien i övrigt belades med utegångsförbud på grund av den accelererande coronaviruspandemin. Els Amics de les Arts har dock sin vana trogen (flera tidiga album samordnades till stor del via Skype) fortsatt att synas digitalt, och under våren 2020 distribuerade man ett halvdussin avsnitt i miniserien Atrapats aquí ('Fångade här'; även en textrad i låten "Coses" från 2017 års album). Samtidigt sköts utgivningen av själva albumet upp till senare samma år; den släpptes i fullständigt skick den 18 september. Dessförinnan hann man lansera tre EP-skivor – Els dies més dolços vol#1, … vol#2 och … vol #3, med "hemmainspelningar" av gruppens mer kända låtar, producerat under årets spanska utegångsförbud.

### Teater och nya album
Hösten 2022 presenterade gruppen den musikaliska komedin Pares normals ('Normala föräldrar'), med en historia om 30-åringen Aran och med relationen till hans föräldrar, död och kärlek som teman. All musiken i musikalen utgjordes av 12 nyskrivna låtar av Els Amics de les Arts.
Produktionen var ett samarbete med komediensemblen Minoria Absoluta, igångsättare av den långlivade TV-serien Polònia, och pjäsförfattaren Marc Artigau. Pares normals sattes upp på Barcelona-teatern Teatre Poliorama, med sammanlagt 87 föreställningar mellan november 2022 och mars 2023.
Även nyheter från ett kommande album offentliggjordes under hösten 2022, där den första singeln släpptes i slutet av januari 2023. Låten, betitlad "Citant Mercè Rodoreda", handlar om vikten av självrespekt och refererar till ett antal verk av den katalanska författaren med samma namn. Musikvideon av Marc Pujolar (ansvarig för videon till Joan Dausàs "La gran eufòria") är delvis inspelad i Biblioteca de Catalunya, där för övrigt bandets turnébasist Pol Cruells är anställd.
Albumet Allà on volia ('Dit man vill'), planerad att avsluta den trilogi av album som inleddes 2017 med Un estrany poder, utkom i mars samma år. Albumets åtta låtar berörde teman som ungdomliga ideal, hur man klarar av emotionella utmaningar och behåller fotfästet. Även denna gång fungerade Tony Doogan som producent.
I maj 2024 återkom gruppen med albumet Les paraules que triem no dir ('Orden som vi väljer att inte säga'). Från det sju låtar långa minialbumet hade majoriteten av låtarna släppts som digitala singlar under 2023 och 2024.

## Medlemmar

### Nuvarande

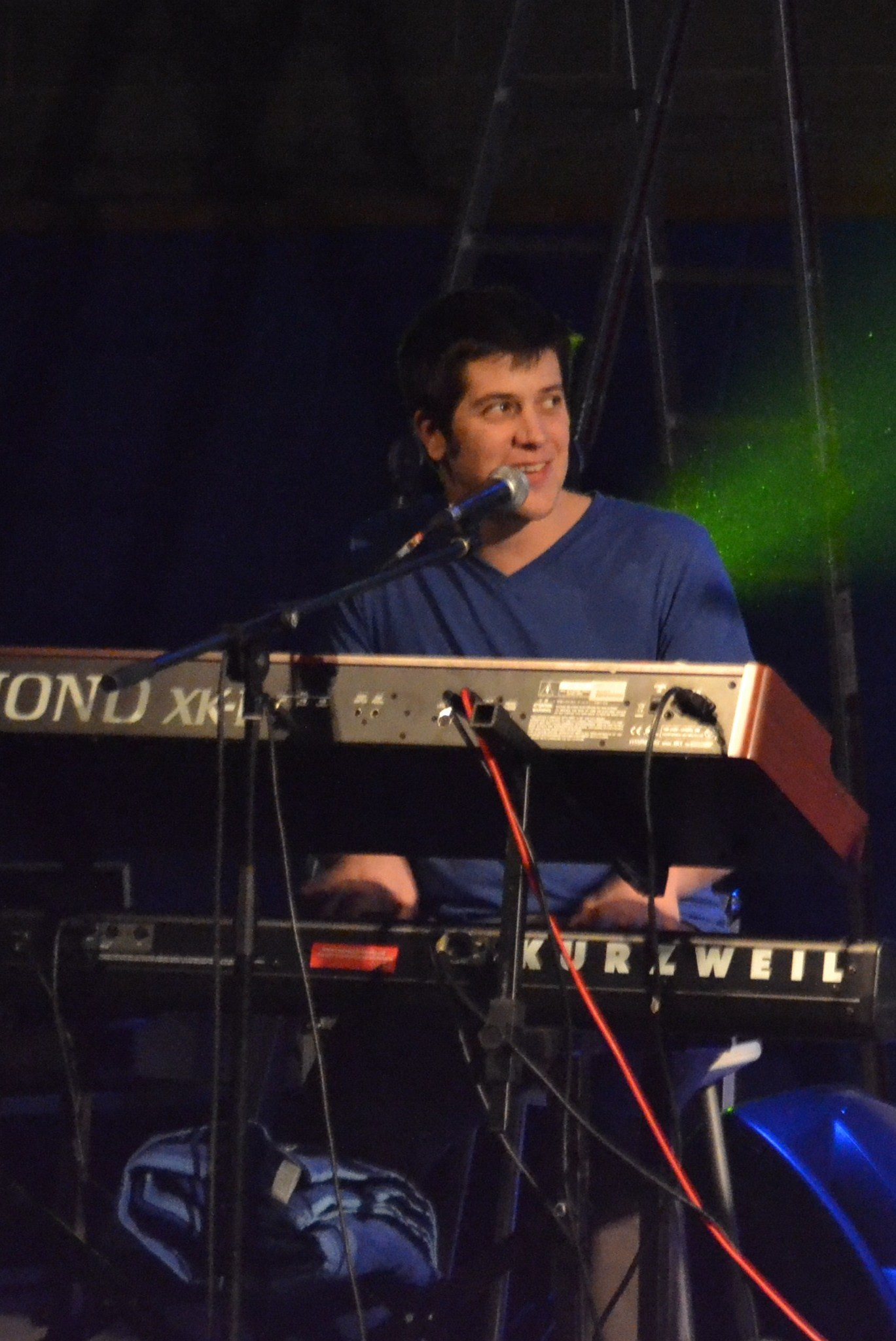
Dani Alegret Ruiz (2005–idag): sång, piano, Hammondorgel
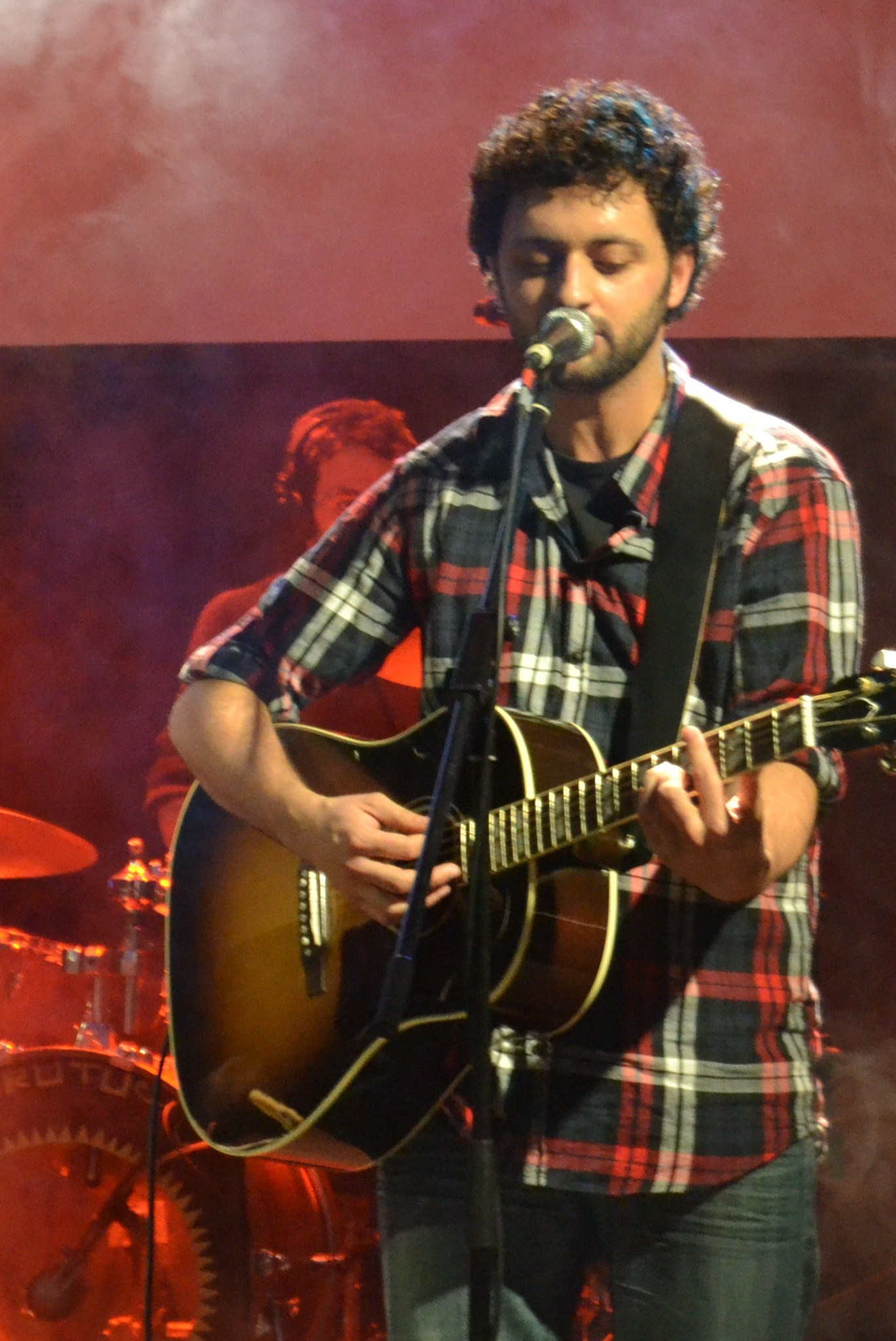
Joan Enric Barceló Fàbregas (2005–idag): sång, akustisk gitarr
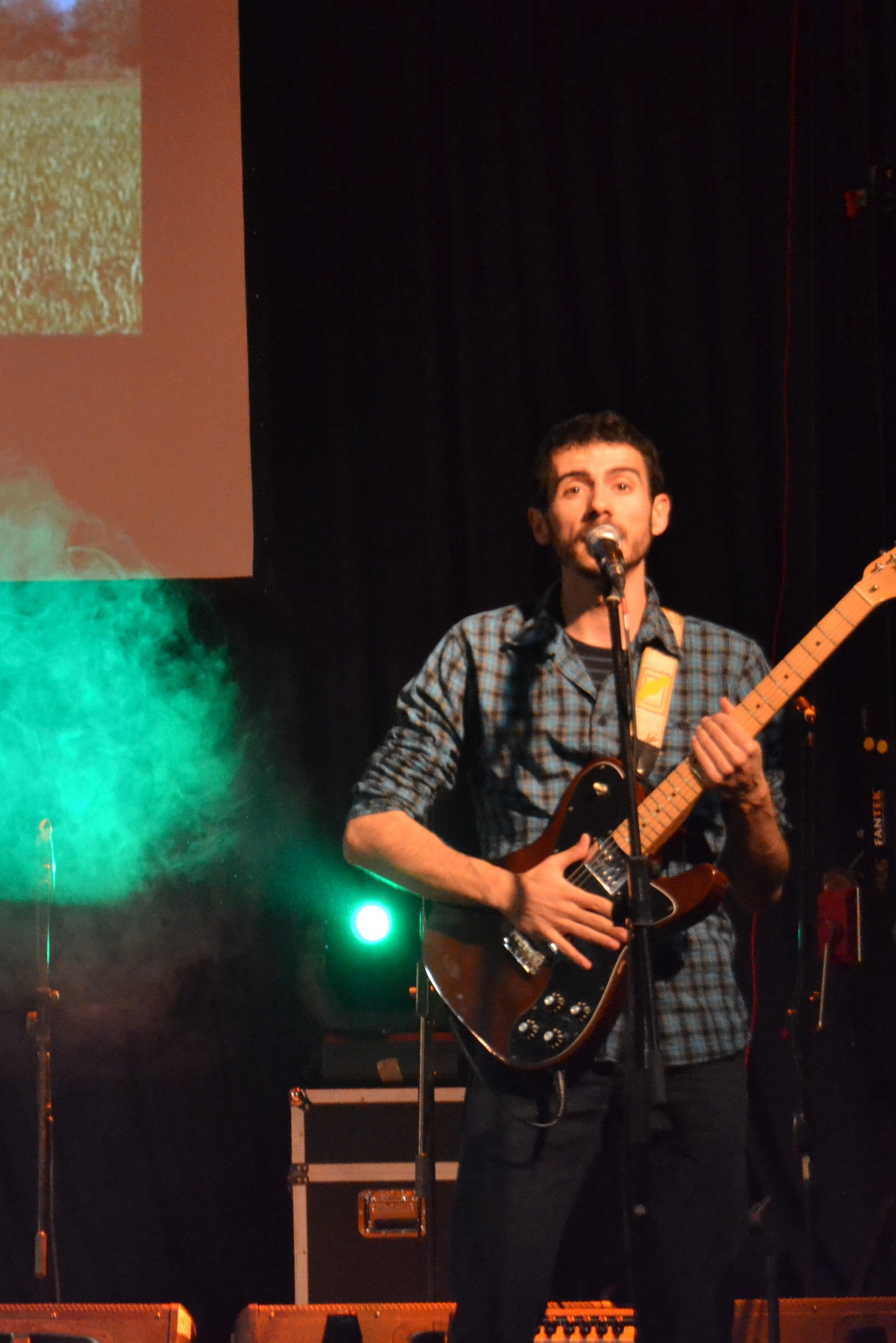
Ferran Piqué Fargas (2005–idag): sång, elektrisk gitarr, bas

### Tidigare

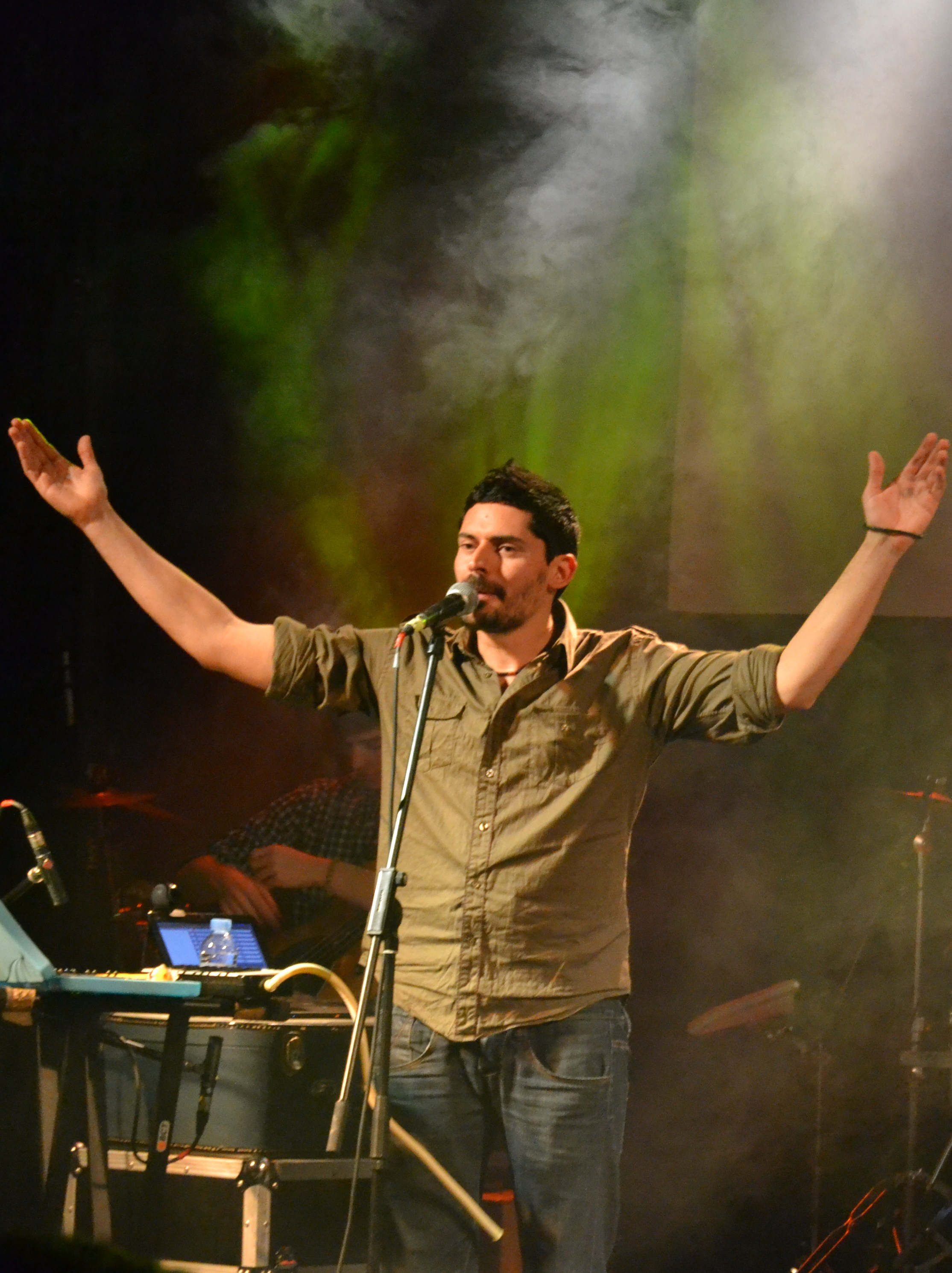
Eduard Costa Garangou (2005–2018): sång, munspel, keyboard, glockenspiel

### Turnémusiker
- Pol Cruells: elbas[34]
- Ramon Aragall: trummor[35]

## Diskografi

### Studioalbum
1. "Déja-vu"
2. "A vegades" ('Ibland')
3. "V"
4. "L'endocrina" (Endokrinet)
5. "Exercici 60" ('Övning 60')
6. "El código da Vinci" ('Da Vinci-koden')

1. "Jean-Luc"
2. "4-3-3"
3. "Les meves ex i tu" ('Mina ex och du')
4. "Liverpool"
5. "L'home que va matar Liberty Valance" ('Mannen som dödade Liberty Valance')
6. "La merda se'ns menja" ('Skiten äter oss')
7. "L'home que treballa fent de gos" ('Mannen som slet som en hund')
8. "Reykjavik"
9. "Els binocles d'en pere" La merda se'ns menja
10. "Super bon noi" ('Superfina killen')
11. "Armengol"
12. "Bed & Breakfast"
13. "Per mars i muntanyes" ('Över hav och berg')

1. "L'affaire Sofia" ('Sofia-affären')
2. "L'home que dobla en Bruce Willis" ('Mannen som hoppade in för Bruce Willis')
3. "Monsieur Cousteau" ('Herr Cousteau')
4. "Els ocells" ('Fåglarna')
5. "Louisiana o els camps de cotó" ('Louisiana och bomullsfälten')
6. "Carnaval" (Karneval')
7. "A aquestes alçades de la pel·lícula" ('Så här långt in i filmen')
8. "Ciència-ficció" ('Science fiction')
9. "Miracles" ('Mirakel')
10. "L'arquitecte" ('Arkitekten')
11. "El matrimoni Arnolfini" ('Arnolfini-bröllopet')
12. "Tots els homes d'Escòcia" ('Alla män i Skottland')

1. "Museu d’Història Natural" ('Naturhistoriska museet')
2. "Corredor de fons" ('Nedre löpare')
3. "Ja no ens passa" ('Det händer oss inte längre')
4. "El mite de Prometeu" ('Prometeus-myten')
5. "Els bons fotògrafs" ('De goda fotograferna')
6. "L’hivern (que la van abduir)" ('Vintern [som de förde bort]')
7. "Noble art" ('Ädel konst')
8. "M’he aficionat al ball" ('Jag har blivit en dans-fan')
9. "A mercè d’un so" ('Tack vare ett ljud')
10. "Apunto Shakespeare"
11. "La dona vestigi" ('Kvinnan klär på sig')
12. "Preferiria no fer-ho" ('Jag skulle föredrar att inte göra det')

1. "Les coses" ('Tingen')
2. "30 dies sense cap accident" ('30 dagar utan en enda olycka')
3. "Apologia de la ingenuïtat" ('Ursäkt för naiviteten')
4. "Primer en la línia successòria" ('Först i tronföljden')
5. "Un estrany poder"
6. "La llum que no se'n va" ('Ljuset som inte försvinner')
7. "Salvador"
8. "No ho entens" ('Du förstår det inte')
9. "Casa en venda" ('Hus till salu')
10. "El seu gran hit" ('Dess stora hit')
11. "Suïssa" ('Schweiz')
12. "El vent tallant" ('Den bitande vinden')

1. "No vam saber tornar" ('Vi visste in hur vi skulle återvända')
2. "El senyal que esperaves"
3. "Semblava que fossis tu" ('Det verkade vara du')
4. "Als abismes" ('Mot bråddjupen')
5. "Adéu" ('Adjö')
6. "Juliol 1994" ('Juli 1994')
7. "Et vaig dir" ('Jag sa till dig')
8. "El meu cos" ('Min kropp')
9. "Kokoschka"
10. "Mentrestant" ('Under tiden')

1. "De córrer per tot Nova York" ('Att springa över hela New York')
2. "La nit sembla que serà nostra" ('Natten verkar vara vår')
3. "Un bon exemple" ('Ett gott exempel')
4. "Cada cel" ('Varje himmel')
5. "Estimeu-me" ('Älska mig')
6. "Citant Mercè Rodoreda" ('Citerande Mercè Rodoreda')
7. "Un dia com un altre" ('En som alla andra')
8. "Allá on volia"

1. "Les paraules que triem no dir"
2. "Sort que sou aquí" ('Tur att du är här')
3. "Tothom es separa" ('Alla skiljer sig')
4. "Dormir al teu costat" ('Sova vid din sida')
5. "Aquest dinars" ('De här luncherna')
6. "Els desperfectes" ('De icke-perfekta')
7. "Un gran cometa" ('En stor komet')

### Övrigt från gruppen
- Catalonautes (2005, Pistatxo Records/egenutgiven), demo
- Roulotte polar (2006, Pistatxo Records), demo
- Càpsules hoi-poi (2009, Pistatxo Records), samlingsalbum av tidiga låtar
- Les mans plenes och Non-non (2009, Pistatxo Records), samarbeten med fanzinet Malalletra
- Submarí pop. Tribut català a The Beatles (2010, Grup Enderrock), samlingsalbum med The Beatles-covers
- Bed & Breakfast (2010, Discmedi), specialutgåva
- Tenim dret a fer l'animal (2013, Discmedi), live
- La taula petita (2015, Pistatxo Records / Clipper's sounds), EP
- Giralunas. Un homenaje a Luis Eduardo Aute (2015, Sony), version av Quatre i deu
- 10 anys (2015, Pistatxo Records), live-CD + live-DVD
- Els dies més dolços vol#1, Els dies més dolços vol#1 och Els dies més dolços vol#3 (2020, tre stycken EP, Música Global / Universal Music)
- Atrapats aquí ('Fångade här'; våren 2020, Els Amics de les Arts), 6 videor på Youtube
- "Jean-Luc" (2021, Música Global), singel tillsammans med Pablo López efter scenversion i samband med 2021 års Marató på TV3[37]
- Pares normals (2022/2023), musikal tillsammans med Minoria Absoluta, på Teatre Poliorama[23]

### Soloalbum

#### L'Últim Indi
- L'últim indi (2018, Catalan Records)
- Arrapat a tu (2021, Catalan Records)